# Архипп (комедиограф)
Архипп — древнегреческий поэт-комедиограф, представитель так называемой «старой комедии» (период 480—440 годов до н. э., выделенный в качестве такового александрийскими грамматиками III—II веков до н. э.).
Жил в Афинах, предположительный период жизни — V век до н. э.; других подробностей о его жизни практически не сохранилось. Известно, что Архипп высмеивался своими современниками за чрезмерную любовь к игре в словесные каламбуры; также он часто посещал дома богатых и влиятельных горожан, а также что был в плохих отношениях с поэтом Тисидом, одним из обвиняемых на процессе гермокопидов. В энциклопедии Суда указывается, что на состязаниях комедиографов он побеждал всего один раз.
Наиболее известной комедией, приписываемой ему, является пьеса «Рыбы», в которой высмеивались нравы афинских эпикурейцев, представленных в образах рыб. Впоследствии александрийские авторы приписывали перу Архиппа ещё несколько комедий («Дионис, потерпевший кораблекрушение», «Острова», «Ниобос», «Поэзия»), более ранними источниками относимых к творчеству Аристофана. Всего до наших дней дошло шесть комедий предполагаемого авторства Архиппа: «Амфитрион», «Тень осла», «Рыбы», «Геркулес собирается жениться», «Пинон», «Плутос», — однако все они сохранились лишь во фрагментах (шестьдесят один фрагмент в общей сложности).
- Эта статья (раздел) содержит текст, взятый (переведённый) из одиннадцатого издания «Британской энциклопедии», перешедшего в общественное достояние.